# Ейлін Ворнос
Ейлін Керол Ворнос (англ. Aileen Carol Wuornos; 29 лютого 1956 — 9 жовтня 2002) — американська серійна вбивця. Займалася вуличною проституцією, вбила сімох чоловіків у Флориді в 1989 та 1990 вистріливши в них впритул. Ворнос заявляла, що її жертви або ґвалтували або намагалися зґвалтувати її коли вимагали сексу від неї і усі вбивства були самозахистом. Вона була засуджена до смерті за шість вбивств та була страчена смертельною ін'єкцією 9 жовтня 2002.
Фільм «Монстр» 2003 року розповів історію Ворнос від дитинства до її першого засудження за вбивство. В ньому роль Уоронос зіграла Шарліз Терон, що принесла їй премію Оскар як найкращій акторці.

## Ранні роки
Справжнє ім'я Ворнос — Ейлін Керол Пітман, що була народжена у Рочестері, Мічиган 29 лютого 1956 року. Її матері, Діані Ворнос (нар. 1939), було 14 років коли вона одружилася з батьком Ейлін, шістнадцятирічним Лео Дейл Пітман (1936—1969), 3 червня 1954. Старший брат Ейлін Кіт народився 14 березня 1955. Менше ніж через два роки після одруження Діана подала на розлучення.

## Особисте життя
У 1986 році 30-річна Ворнос познайомилася з 24-річною Тирією Мур, покоївкою мотелю, у гей-барі «Зодіак» у Дейтона-Біч. Вони з'їхалися і стали жити разом. Ворнос утримувала їх своїми заробітками, працюючи повією. Згодом, на суді, Ворнос заявила: «Це було кохання поза межами можливого. Земними словами неможливо описати, що я відчувала до Тирії». Перед стратою Ворнос стверджувала, що досі закохана в Мур.